# Absolutny parytet siły nabywczej
Absolutny parytet siły nabywczej – najprostsza forma parytetu siły nabywczej – teorytycznej konstrukcji pomocnej przy przewidywaniu kursu walutowego oraz pozwalającej na określenie, czy zmiana kursu postępuje zgodnie ze zmianą cen.
Rozbieżność pomiędzy kursem walutowym a parytetowym jest tym większa, im większa jest stopa inflacji. W przypadku niewielkiego wskaźnika inflacji zmiany cen są głównym czynnikiem określającym poziom kursu. Związek pomiędzy kursem rzeczywistym a kursem parytetowym jest też wyraźniejszy w długim okresie.
Według absolutnego parytetu siły nabywczej poziom kursu walutowego kraju X, wyrażony w walucie kraju Y, jest opisywany przez relację poziomu cen w kraju X do poziomu cen w kraju Y.
{\displaystyle KW_{YX}={\frac {P_{X}}{P_{Y}}},}
gdzie:
{\displaystyle KW_{YX}} – kurs waluty kraju Y określony w walucie kraju X,
{\displaystyle P_{X}} – poziom cen w kraju X,
{\displaystyle P_{Y}} – poziom cen w kraju Y.
Zatem podstawowe znaczenie dla określenia poziomu kursu walutowego ma poziom cen w kraju i za granicą. Warunkiem zachowania porównywalności cen jest uwzględnianie tych samych dóbr. Najprostszym rozwiązaniem jest posługiwanie się prawem jednej ceny tak jak w przypadku Big Mac Index, gdzie uwzględniana jest cena hamburgera (Big Mac) sprzedawanego w sieci McDonald’s na całym świecie. W przypadku wielu dóbr bardzo istotny jest dobór odpowiednich towarów do koszyka dóbr – o zbliżonej dostępności i jakości oraz takich, które rzeczywiście są powszechnie używane. Ponadto należy wziąć pod uwagę różnice w dziedzinie subwencjonowania cen niektórych towarów i zakresu stosowania podatków pośrednich.
Posługiwanie się metodą absolutnego parytetu siły nabywczej, biorąc pod uwagę ceny wielu towarów, nastręcza wiele trudności. Dlatego często wykorzystywanym miernikiem jest względny parytet siły nabywczej, który bierze pod uwagę różnicę w tempie zmian cen, a nie różnicę poziomu cen.